# Heinrich Eisemann
Heinrich Eisemann (geboren 5. August 1890 in Frankfurt am Main; gestorben 4. Dezember 1972 in London) war ein deutsch-britischer Antiquar. 

## Leben
Heinrich Eisemann war ein Sohn des Kaufmanns Michael Eisemann und der Nanette Altmann. Er machte nach dem Abitur eine Verlagslehre und trat 1911 in das Antiquariat Lang in Rom ein, für das er während des Ersten Weltkriegs in der Schweiz tätig war. Eisemann heiratete 1919 Alice Goldschmidt (1896–1965), sie hatten sechs Kinder.
Im Jahr 1921 gründete Eisemann in Frankfurt am Main ein Buch- und Kunstantiquariat. Er war spezialisiert auf mittelalterliche Bilderhandschriften, Rara und Wiegendrucke. Eisemann hatte kein Ladengeschäft und gab auch keine Verkaufskataloge heraus. Er agierte auf Auktionen im Auftrag von Auftraggebern. Er war beteiligt am Aufbau der Bibliothek Schocken in Berlin und an der Bibliotheca Bodmeriana in Genf. Eisemann engagierte sich in der Frankfurter jüdischen Gemeinde, förderte die jüdisch-orthodoxe Samson-Raphael-Hirsch-Volksschule und die in Frankfurt erscheinende Wochenzeitung Der Israelit.   
Nach der Machtübergabe an die Nationalsozialisten wurde seine Geschäftstätigkeit durch Maßnahmen der Arisierung (Entjudung) eingeschränkt. 1937 wurde sein Geschäft geschlossen, und er emigrierte nach England. Mit der Hilfe von englischen Berufskollegen konnte er in London ein neues Geschäft eröffnen, das er bis 1965 führte. Im Deutschen Reich wurden er und seine Familie im Oktober 1938 ausgebürgert. Im Jahr 1940 war er kurzzeitig als Enemy Alien interniert. Er war Mitglied der British Book Sellers Association. Er engagierte sich in Agudath Israel. Eisemann beteiligte sich ab 1961 an der „Kommission zur Erforschung der Geschichte der Frankfurter Juden“. Seine Handbibliothek wurde 1966 bei Sotheby’s versteigert.  